# 黄陂站 (武汉市)
黄陂站位于湖北省武汉市黄陂区前川街道，是麻武铁路上的车站。车站建于1993年，1996年9月1日建成通车，当时办理客运业务，每日有一对麻城至江岸的慢车（6061/2次列车）停靠，另有一趟汉口至连云港列车在黄陂站办理客运业务。2000年开始办理货运业务，曾是九州货物快运的停靠点。2006年4月1日起车站停办客运业务。目前车站不办理客货运业务。
黄陂站开通初期下行邻站为横店站，武汉北站及合武铁路开工后新建至武汉北站的黄陂上下行货车联络线（麻汉联络线），同时车站作为路料交接站及铺轨基地为线路施工转运建筑材料。
车站北侧为中国中车（原北车长客）的武汉修造基地。

## 车站结构
黄陂站站房面积设有售票处30平方米、候车室378平方米以及行包房76平方米。站场设有1条正线、3条到发线以及2座站台，每座站台均设有风雨棚。车站货场位于站场西北侧，设有1座货物站台。